# 2001 nos jogos eletrônicos

O ano de 2001 viu muitas sequências e prequelas no mundo dos jogos eletrônicos. Novas propriedades intelectuais incluem Animal Crossing, Burnout, Gothic, Black & White, Devil May Cry, Oni, Halo: Combat Evolved, Jak and Daxter: The Precursor Legacy, Max Payne, Operation Flashpoint: Cold War Crisis, Pikmin, Red Faction, Serious Sam, Tom Clancy's Ghost Recon e Tropico.

## Eventos
- Academia de Artes e Ciências Interativas recebe o 4º Prêmio Anual da Interactive Achievement Awards ; induz John Carmack, da id Software, ao Hall da Fama da AIAS .
- A Academia Britânica de Artes de Cinema e Televisão (BAFTA) recebe o 4º BAFTA Interactive Entertainment Awards anual para tecnologias multimídia; 15 dos 21 prêmios vão para videogames.
- 21 de março - O video game portátil Game Boy Advance é lançado pela Nintendo. Também para reforçar a identidade gráfica do GBA para o SNES, foi lançado um remake aprimorado de Super Mario Bros 2 .
- 17 a 19 de maio - 7ª Expo de Entretenimento Eletrônico anual (E3); [1] o 4º Game Critics Awards anual para o melhor da E3
- 23 de junho - Sonic the Hedgehog comemora seu 10º aniversário.
- Julho - A IEMA (Interactive Entertainment Merchants Association) organiza a 2ª Cúpula Executiva anual.
- A Gama Network hospeda o 3º Festival Independente de Jogos Anual (IGF).
- A Game Developers Conference organiza o 1º Game Developers Choice Awards anual.
- Primavera - A Reuters relata que o console Dreamcast tem cerca de 800.000 usuários online jogando seus vários jogos online já no meio do ano.
- A Sony coopera com a AOL para incorporar recursos da Internet ao console PlayStation 2 ; que incluem um navegador, email e recursos de mensagens instantâneas.
- 2 de agosto - Dreamcast Championship anual (com o jogo Crazy Taxi 2 ).
- O Nikkei News relata que o videogame Phantasy Star Online (para Dreamcast ) já possui 300.000 usuários em todo o mundo já no meio do ano.
- 14 de setembro - A Nintendo lança o GameCube e seu título de lançamento, Luigi's Mansion
- 15 de novembro - é lançado o Microsoft Xbox .
- 18 de novembro - a Nintendo lança o GameCube na América do Norte .
- 23 de novembro - Game Park lança o console portátil multimídia GP32 com multiplayer wireless na Coréia do Sul .
- 31 de dezembro - Jez San recebe uma OBE no Ano Novo, tornando-se a primeira pessoa premiada especificamente por serviços para videogames .
- Dezembro - A Panasonic lança o console multimídia Q baseado no Game Cube.

### Comercialmente
- Empresas extintas : Indrema, Dynamix, Sanctuary Woods, SNK .
- Depois que a Dynamix (1984–2001) foi fechada como parte da reestruturação da Sierra sob a Vivendi Universal, vários veteranos do estúdio fundaram o GarageGames .
- A Sega anuncia que não desenvolverá mais consoles domésticos, para se concentrar no desenvolvimento de jogos. O Dreamcast será descontinuado em maio, mas jogos como Sonic the Hedgehog continuarão sendo lançados.
- A Activision adquire a Treyarch Invention LLC.
- A PCCW Japão (Pacific Century CyberWorks Japan Co., Ltd.) adquire a VR1 Entertainment.
- A desenvolvedora de arcade de longa data, Midway Games, anuncia que não fabricará mais jogos de arcade.
- Agosto - A Loki Software declara o Capítulo 11 Falência por problemas financeiros internos, antes de extinta em janeiro próximo. Em resposta, Michael Simms, do revendedor Tux Games e ex- testador de jogos da Loki , fundou a Linux Game Publishing ao lado do ex-funcionário da Loki Mike Philips em 15 de outubro para manter os jogos chegando ao Linux .
- Outubro - A Infogrames anuncia a revitalização da Atari como uma submarca da Infogrames. Infogrames, MX Rider e TransWorld Surf foram os 3 primeiros jogos a receber este tratamento.

## Tendências

### Consoles
Os consoles dominantes em 2001 foram: 
- PlayStation 2 da Sony
- Xbox da Microsoft

Além disso, a Nintendo lançou o Game Boy Advance (GBA) no Japão em 21 de março (nos EUA em 11 de junho e na Europa em 22 de junho). 

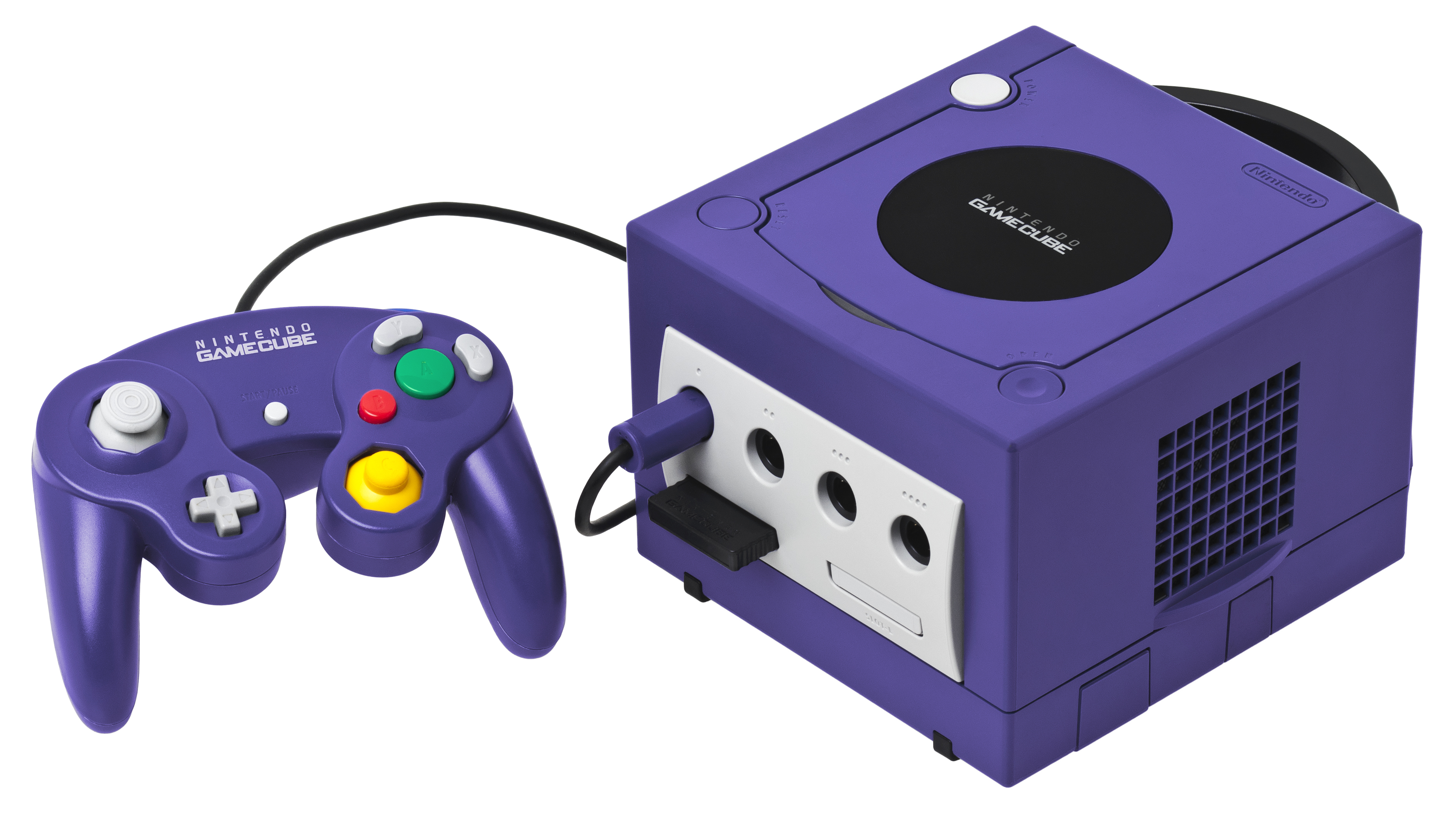
O Nintendo GameCube
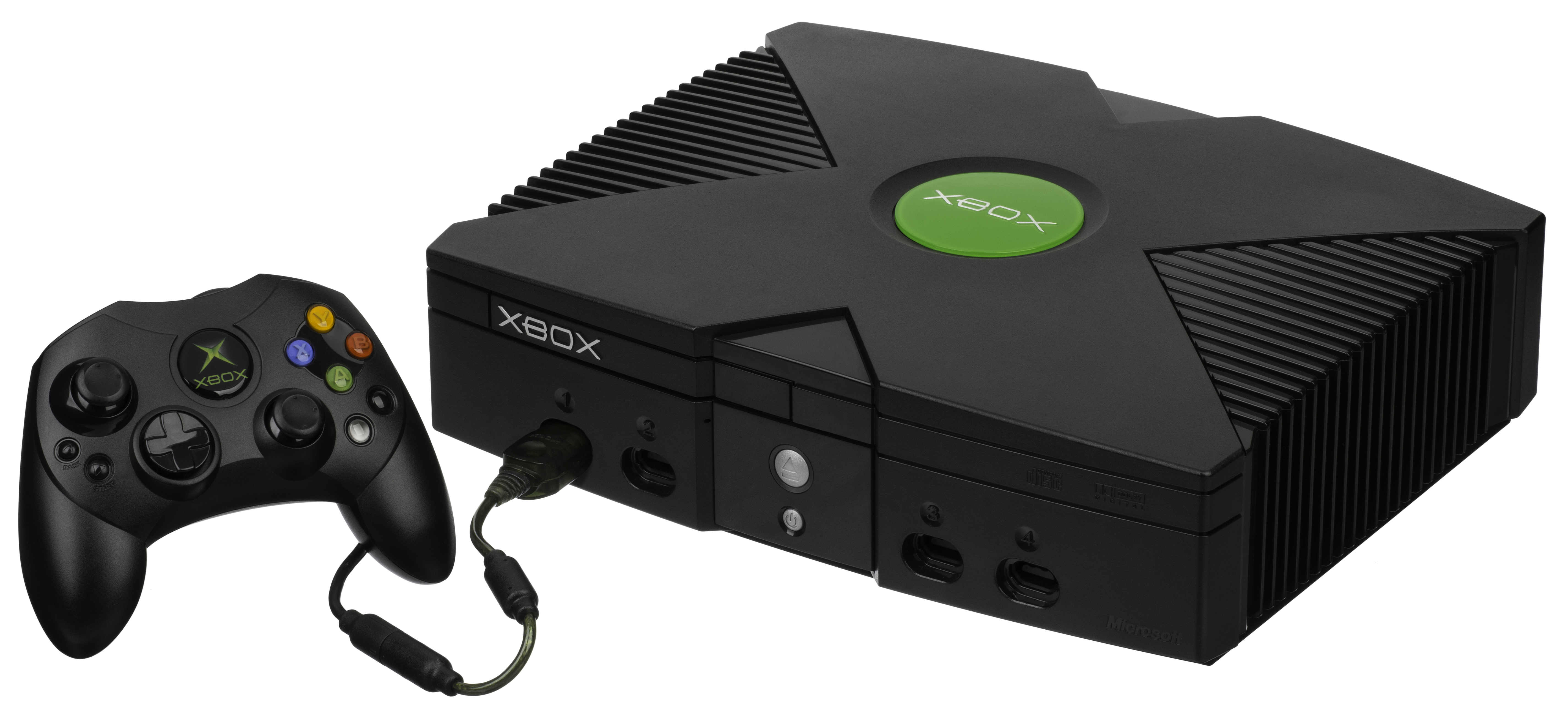
O Microsoft Xbox

### Consoles portáteis
Os consoles portáteis dominantes em 2001 foram: 
- Game Boy Color da Nintendo
- Game Boy Advance também da Nintendo

Além disso, a Nintendo lançou o Game Boy Advance (GBA) no Japão em 21 de março (nos EUA em 11 de junho e na Europa em 22 de junho). 

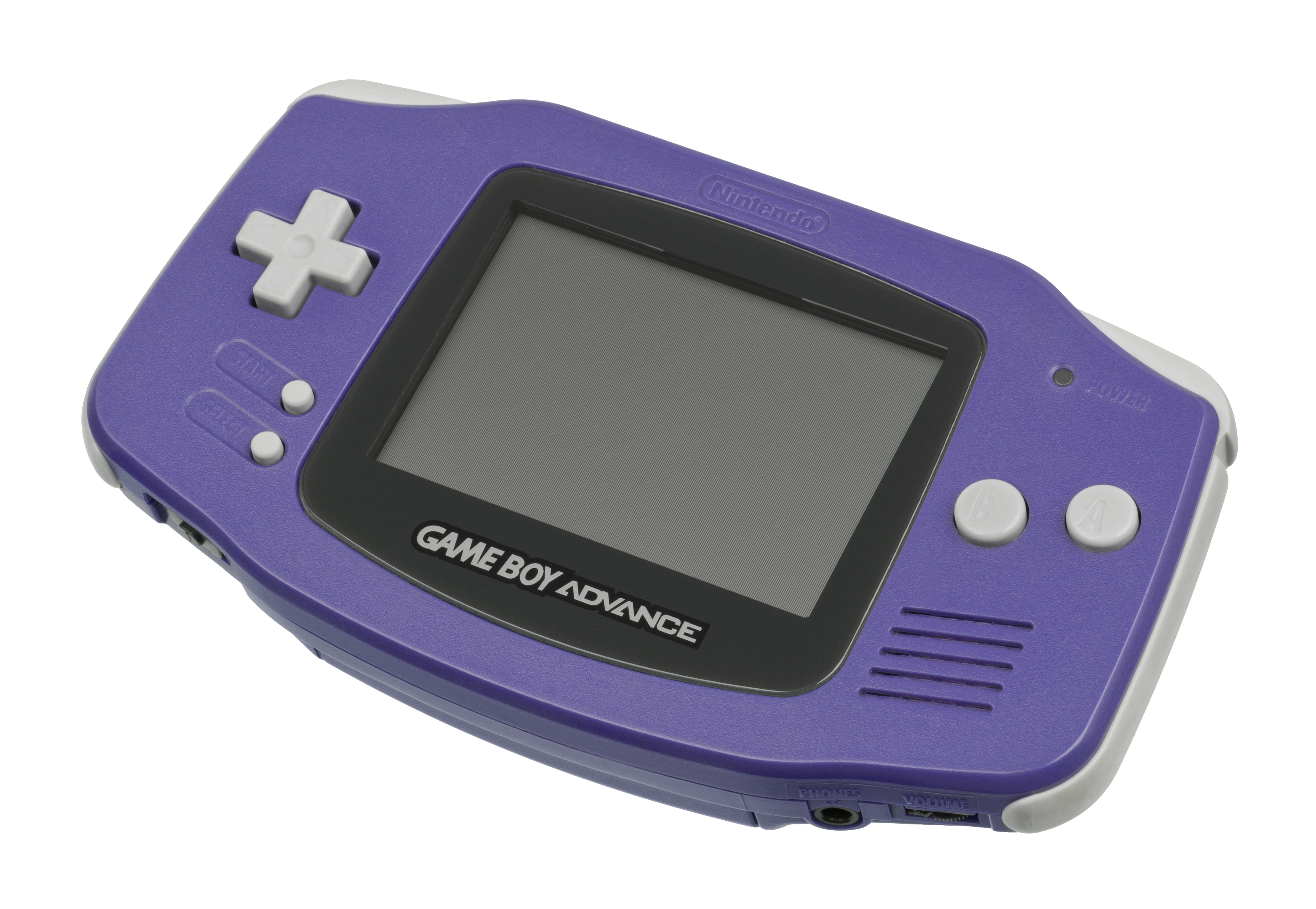
O Game Boy Advance

### Vendas de jogos eletrônicos
De acordo com o NPD Group, Grand Theft Auto III foi o videogame mais vendido em 2001 nos Estados Unidos, com pouco menos de dois milhões de unidades vendidas; os 10 melhores jogos eletrônicos para console em 2001 nos Estados Unidos, classificados por unidades vendidas, foram: 
| Classificação | Título                           | Plataforma | Editor          |
| ------------- | -------------------------------- | ---------- | --------------- |
| 1             | Grand Theft Auto III             | PS2        | Rockstar Games  |
| 2             | Madden NFL 2002                  | PS1 -PS2   | Electronic Arts |
| 3             | Pokémon Crystal                  | GBC        | Nintendo        |
| 4             | Mario Kart: Super Circuit        | GBA        | Nintendo        |
| 5             | Super Mario Advance              | GBA        | Nintendo        |
| 6             | Gran Turismo 3: A-Spec           | PS2        | Sony            |
| 7             | Harry Potter e a Pedra Filosofal | PS1        | Electronic Arts |
| 8             | Pro Skater de Tony Hawk 2        | PS1        | Activision      |
| 9             | Pokémon Silver                   | GBC        | Nintendo        |
| 10            | Wario Land 4                     | GBA        | Nintendo        |

### Vendas de jogos de PC
De acordo com o NPD Group, os 10 melhores jogos de PC vendidos em 2001 nos Estados Unidos, classificados por unidades vendidas foram: 
| Rank | Título                              | Publisher         |
| ---- | ----------------------------------- | ----------------- |
| 1    | The Sims                            | Eletronic Arts    |
| 2    | RollerCoaster Tycoon                | Infogrames        |
| 3    | Harry Potter e a Pedra Filosofal    | Eletronic Arts    |
| 4    | Diablo II: Lord of Destruction      | Vivendi Universal |
| 5    | The Sims: House Party               | Eletronic Arts    |
| 6    | The Sims:Livin' Large               | Eletronic Arts    |
| 7    | The Sims: Hot Date                  | Eletronic Arts    |
| 8    | Diablo II                           | Vivendi Universal |
| 9    | Sim Theme Park                      | Eletronic Arts    |
| 10   | Age of Empires II: The Age of Kings | Microsoft         |

## Jogos lançados
| Data de Lançamento | Título                              | Plataforma     |
| ------------------ | ----------------------------------- | -------------- |
| 29 de Janeiro      | Phantasy Star Online                | DC             |
| 5 de Março         | Conkey's Bad Fur Day                | N64            |
| 13 de Março        | Onimusha: Warlords                  | PS2            |
| 22 de Maio         | Red Faction                         | PS2            |
| 19 de Junho        | Sonic Adventure 2                   | DC             |
| 27 de Junho        | Anarchronox                         | Win            |
| 10 de Julho        | Gran Turismo 3: A-Spec              | PS2            |
| 19 de Julho        | Final Fantasy X                     | PS2            |
| 23 de Julho        | Max Payne                           | PS2            |
| 23 de Agosto       | Devil May Cry                       | PS2, Switch    |
| 6 de Setembro      | Shenmue II                          | DC             |
| 21 de Setembro     | Silent Hill 2                       | PS2XboxWindows |
| 24 de Setembro     | Ico                                 | PS2PS3         |
| 26 de Setembro     | Kessen II                           | PS2            |
| 11 de Outubro      | Phoenix Wright: Ace Attorney        | GBA            |
| 23 de Outubro      | Grand Theft Auto III                | PS2            |
| 12 de Novembro     | Metal Gear Solid 2: Sons of Liberty | PS2            |
| 15 de Novembro     | Halo: Combat Evolved                | Xbox           |
| 16 de Novembro     | Headhunter                          | DC             |
| 20 de Dezembro     | Sonic Advance                       | GBA            |